# 유수초초
《유수초초》(流水迢迢)는 2024년 방송되었던 중국의 드라마이다.

## 줄거리
- 위소는 월락성 성주였던 부친의 억울한 죽음과 자신의 가문이 몰락한 이유를 파헤치기 위해 목격자를 빼돌리려 한다. 그러나 강자에 의해 복수 계획이 수포로 돌아가고 위소의 칼에 찔려 목숨이 위험해진 강자는 배염의 도움으로 목숨을 부지한다. 배염은 강자를 집으로 데려와 대양과 위나라의 화담을 망친 배후인 위소를 찾으려 하는데...

## 등장 인물
- 런자룬 - 위소 역
- 이란적 (Landy) - 강자 역
- 쉬정시 - 배염 역
- 고한 (高寒) - 최량 역
- 장아흠 (张雅钦) - 옥련 역
- 주원빙 (Ryan) - 안쟁 역
- 조화휘 (赵华为) - 이비 역
- 허예호 (许睿浩) - 동민 역
- 장펑이 - 사철 역
- 온쟁영 (温峥嵘) - 용옥접 역
- 타오신란 - 교연 역
- 요이 (姚弛) - 홍걸 역
- 계초빙 (季肖冰) - 사치 역
- 조비연 (曹斐然) - 동연 역
- 엽소위 (叶筱玮) - 사욱 역
- 로용 (卢勇) - 노옥 역
- 요탁군 (姚卓君) - 평무상 역
- 증유진 (曾宥臻) - 이아안 역
- 번역녕 (樊驿宁) - 허용린 역
- 창청 (Jerry) - 하진문 역

## 참고 사항
- 중국 현지에서 방송 시작과 동시에 중화TV에서 VOD 저작권을 구입했다 국내 방송일자는 내년 1월 9일 이다